# Droit de vote des femmes en Yougoslavie

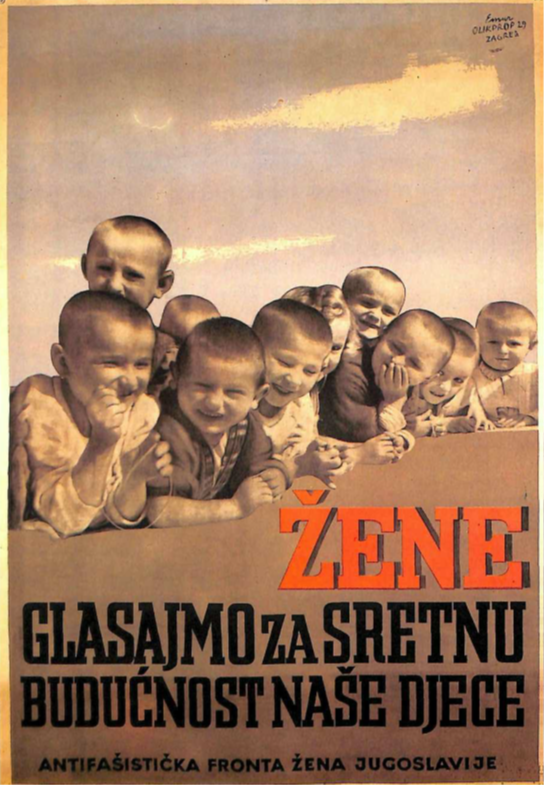
Affiche d’Edo Murtić, 1945. « Les femmes, votons pour un avenir heureux de nos enfants. Front Antifasciste des femmes de Yougoslavie ». Hrvatski Politički Plakat 1940-1950 (Zagreb : Hrvatski Povijesni Muzej. Muzej Revolucije Naroda Hrvatske, 1991).

Le droit de vote des femmes en Yougoslavie est entré en vigueur le 11 août 1945, après la Seconde Guerre mondiale, lors des élections de l’Assemblée constituante de république fédérative socialiste de Yougoslavie. Cependant, dans les documents des partis partisans yougoslaves, le droit de vote des femmes était garanti depuis 1941.

## Histoire

### Contexte européen
Dès le milieu du XIXe siècle, les femmes ont commencé à se battre pour le droit de vote, qui est un droit politique et humain. Cette lutte perdurera jusqu’à la moitié du XXe siècle en Europe, et commencera à s’achever dans le contexte de l’après-guerre. En effet, après la Seconde Guerre mondiale, plusieurs pays et États d’Europe accordent le droit de vote aux femmes, notamment la France, l’Italie et la Yougoslavie.

### Pendant la Seconde Guerre mondiale
La révolution socialiste a institutionnalisé l’égalité entre les hommes et les femmes en prenant comme point de départ, l’accord du droit de vote aux femmes. Les femmes ont été reconnues comme égales aux hommes dans tous les domaines, concernant notamment la vie politique et sociale et l’économie. En Yougoslavie, l’organisation principale pour les droits de la femme a été l’Alliance féminine, fondée en Slovénie en 1923. L’Alliance féminine yougoslave s’inspirait des Suffragettes et réunissait environ cinquante mille militantes du royaume des Serbes, Croates et Slovènes. Durant cette période, il était considéré que la politique est un domaine réservé aux hommes et que la question des droits des femmes ne devrait pas être une préoccupation, notamment parce que le royaume était encore en train de se remettre des conséquences de la Première Guerre mondiale. En Yougoslavie, l’égalité entre les hommes et les femmes a été proclamée en 1929, mais les lois ont souvent été changées et les promesseses n’étaient pas tenues. 
Au début de la Seconde Guerre mondiale, sous le gouvernement collaboratif Cvetković – Maček, les principaux rassemblements des femmes furent interdits, ce qui signifiait aussi la fin pour L’Alliance féminine. Durant la Seconde Guerre mondiale, la présence des femmes dans la bataille antifasciste et leur défense de l'État contre l’occupant nazi a conduit les autorités communistes yougoslaves à reconsidérer la question de la femme sous un autre angle. Cela signifiait un nouveau tournant, vers une nouvelle époque en rupture avec la monarchie. Même si le droit de vote des femmes était garanti depuis 1941 dans les documents des partis partisans yougoslaves, c’est le 11 août 1945 que les femmes obtinrent le droit de vote en Yougoslavie. La date du 11 août 1945 devint symbolique pour les femmes yougoslaves, la date fut considérée comme une commémoration et un hommage aux victimes de la guerre, mais aussi le renversement de la monarchie et l’ouverture de nouvelles perspectives d’avenir.

### Après-guerre

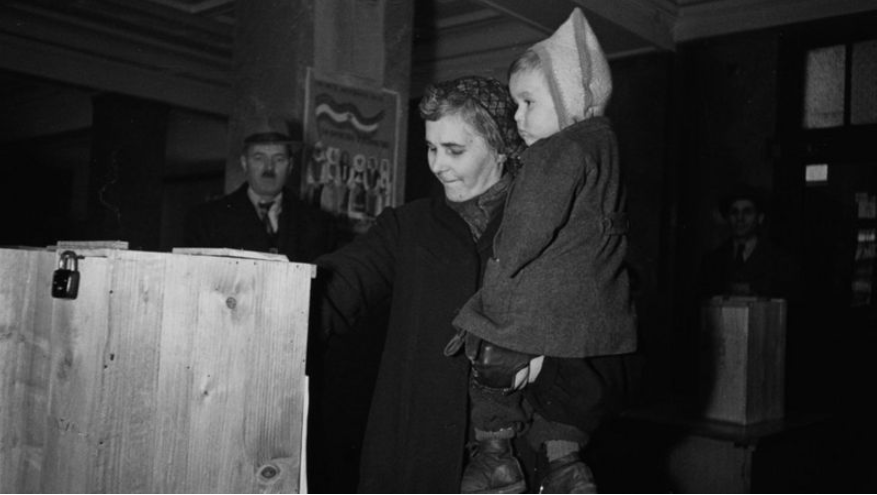
Les élections du 11 novembre 1945, Musée d’Histoire de la Yougoslavie.

Le 11 novembre 1945 ont lieu les élections de l’Assemblée constituante du futur État yougoslave. Ce tour d’élections n’est pas anodin. En effet, ce jour-là et pour la première fois, on voit des femmes voter, mais aussi des soldats et des mineurs partisans. Puisque beaucoup de citoyens ne savaient pas lire, le vote se faisait en mettant une bille dans des boîtes en bois correspondant aux candidats. Lors des élections du 11 novembre 1945, plus de 7,4 millions de citoyens ont voté. Plus de 6,5 millions de votes ont été en faveur de Josip Broz Tito et du parti communiste.
Le 29 novembre 1945 à Belgrade, est proclamée la République fédérale de Yougoslavie, conduisant au renversement de Petar II Karađorđević et de la dynastie Karađorđević. Ainsi, au nom de tous les peuples, les hommes et les femmes, est proclamée une République fédérale, dont l’égalité et l’unité sont au cœur des principes, la Yougoslavie.